# Vera Panova
Vera Fiodorovna Panova (în rusă Ве́ра Фёдоровна Пано́ва; n. 7/20 martie 1905, Rostov-pe-Don, Imperiul Rus – d. 3 martie 1973, Leningrad, RSFS Rusă, URSS) a fost o romancieră, dramaturgă și jurnalistă sovietică.

## Biografie

### Tinerețea
Vera s-a născut în familia unui comerciant sărac (care a devenit mai târziu contabil) din Rostov-pe-Don, Rusia. Tatăl ei, Fiodor Ivanovici Panov, a avut ca hobbyuri construirea de canoe și iahturi și a înființat două cluburi de yachting la Rostov. Când ea avea cinci ani, tatăl ei s-a înecat în râul Don. După moartea tatălui său, mama ei a lucrat ca vânzătoare. Vera a fost educată de o prietenă de familie, o bătrână profesoară de școală pe nume Anna Prozorovskaia, care i-a încurajat pasiunea pentru lectură. Profesoara a murit însă după ce a învățat-o doar un singur an. Înaintea Revoluției din Octombrie, Vera Panova a studiat timp de doi ani la un gimnaziu particular, înainte ca educația ei formală să fie stopată din cauza lipsei banilor din familia ei.
Încă din copilărie Vera a citit cu aviditate mai ales poezie, încercând să scrie ea însăși poezii. Prefera să citească în special operele lui Aleksandr Pușkin, Nikolai Gogol și Ivan Turgheniev. Ea a citit, de asemenea, numeroase manuale de știință, geografie și istorie ca o formă de autoeducație. La vârsta de 17 ani a început să lucreze ca jurnalistă la ziarul Trudovoi Don (Donul muncitoresc) din Rostov, publicând articole ca V. Staroselskaia (numele de familie al primului ei soț, Arseni Staroselski, cu care s-a căsătorit în 1925 și de care a divorțat doi ani mai târziu) și Vera Veltman. Ea a descris primul ei loc de muncă ca ziaristă și primii ei pași în această carieră în romanul Roman sentimental (1958). A învățat munca la ziar, a dobândit experiență și a devenit asistentă a coordonatorului raional al corespondenților, reporteră și eseistă.

### Cariera de scriitoare
În anul 1933 a început să scrie piese de teatru. În 1935 cel de-al doilea soț al ei, jurnalistul Boris Vahtin de la Komsomolskaia Pravda, a fost arestat și închis în lagărul Solovki unde a murit (data exactă a decesului nu este cunoscută, fiind probabil în anii 1930). Autoritățile Gulagului i-au permis doar o singură întâlnire cu Boris, pe care ea a descris-o în povestirea „Svidanie” („Întâlnirea”).
Începând din 1940 a locuit la Leningrad. Înaintarea neașteptată a naziștilor pe frontul de la Leningrad a surprins-o la Țarskoe Selo. Ea și fiica ei au fost trimise într-un lagăr de concentrare de lângă Pskov, dar au reușit să evadeze și să ajungă la Narva, unde au locuit ilegal într-o sinagogă distrusă. Ea s-a mutat apoi în satul Șișaki, unde a locuit cu rudele ei. Acolo a început scrierea primelor lucrări serioase, piesele Ivan Kosogor (1939) și În vechea Moscovă (1940). Deși aceste două piese au câștigat premii, Vera a simțit că forma dramatică o limita și, după propria sa recunoaștere, nu reușea să povestească tot ceea ce dorea să spună în cadrul strict al pieselor de teatru. Ea a simțit că putea lucra cu o mai mare libertate în cadrul romanului și al povestirii.
În 1943, când germanii s-au retras din Ucraina, ea s-a mutat în orașul Perm (numit pe atunci Molotov). A lucrat la un ziar local și a publicat primul său roman Familia Pirojkov (ulterior redenumit Evdokia, sursă de inspirație a unui film sovietic produs de Tatiana Lioznova în 1961). În 1944, în calitate de jurnalistă, s-a aflat timp de două luni într-un tren spital, despre care a scris romanul Sputniki (1946, tradus ca Tovarăși de drum) care i-a adus premiul Stalin în 1947. Filmul sovietic Poezd miloserdia (Trenul milei, 1961) și filmul de televiziune Na vsiu ostavșuiuisia jizn (Pentru restul vieții, 1975) au fost inspirate de acest roman; scenariul ultimului film a fost scris de Boris Vahtin, fiul Panovei.
În 1945 s-a căsătorit cu David Iakovlevich Rîvkin (1910-1980), un scriitor rus de literatură științifico-fantastică ce a scris sub pseudonimul „David Dar”. Împreună cu soțul ei, cu cei doi copii ai lui și cu familia ei, s-a întors la Leningrad. În 1947 ea a publicat romanul Crujiliha, distins cu Premiul Stalin în 1948, despre oamenii care lucrau într-o fabrică din regiunea Ural. Ea începuse să scrie romanul în 1944, dar fusese întreruptă atunci când a trebuit să lucreze în trenul spital. În 1949 a scris romanul Iasnî Bereg (Malul însorit, Premiul Stalin din 1950) despre oamenii care lucrau într-un colhoz.
Odată cu apariția dezghețului din epoca lui Hrușciov ea a scris Vremena Goda (1953) despre relațiile dintre părinții și copiii din clasa intelectualilor sovietici. Romanul a fost extrem de popular în rândul publicului cititor, dar Panova a fost criticată aspru în presă pentru „naturalismul” și „obiectivismul” ei. În 1955 ea a scris romanul Serioja, una dintre cele mai bune lucrări pentru copiii din literatura sovietică. A publicat apoi povestirile despre copii Valia și Volodia în 1959.
Panova a ocupat un loc de frunte în rândul scriitorilor sovietici. La Congresele Uniunii Scriitorilor din 1954 și 1959 a fost aleasă ca membru al prezidiului Uniunii Scriitorilor Sovietici. A primit de două ori Ordinul Drapelul Roșu al Muncii (1955, 1965). Fiind recunoscută ca o scriitoare devotată regimului sovietic i s-a permis să călătorească în Anglia, Scoția și Italia, iar în 1960 a călătorit în Statele Unite ale Americii. Notele de călătorie și articolele publicate, precum și un epilog la traducerea în limba rusă a romanului De veghe în lanul de secară al lui J.D. Salinger, au arătat afinitatea ei pentru viața și cultura occidentală.

### Ultimii ani
În ultima parte a vieții sale, Panova a publicat numeroase scrieri de ficțiune (majoritatea autobiografice sau inspirate din istoria Rusiei din secolul al XVII-lea), piese de teatru și scenarii de film. I-a ajutat pe mulți scriitori mai tineri care au devenit celebri mai târziu, printre care Iuri Kazakov, Serghei Dovlatov (secretarul ei timp de mulți ani), Viktor Konețki, Andrei Bitov și Viktor Goliavkin. Fiul ei, Boris Vahtin (1930-1981), a fost un scriitor și disident rus notabil, fondatorul grupului Gorojane.
În 1967 a suferit un accident vascular cerebral care a lăsat-o parțial paralizată. Deși se putea mișca greu, a continuat să lucreze cu ajutorul familiei sale și a mai multor secretari până în ziua morții ei. Vera Panova a murit la Leningrad în 1973 și a fost îngropată la Komarovo lângă Anna Ahmatova.

## Cărți traduse în limba română

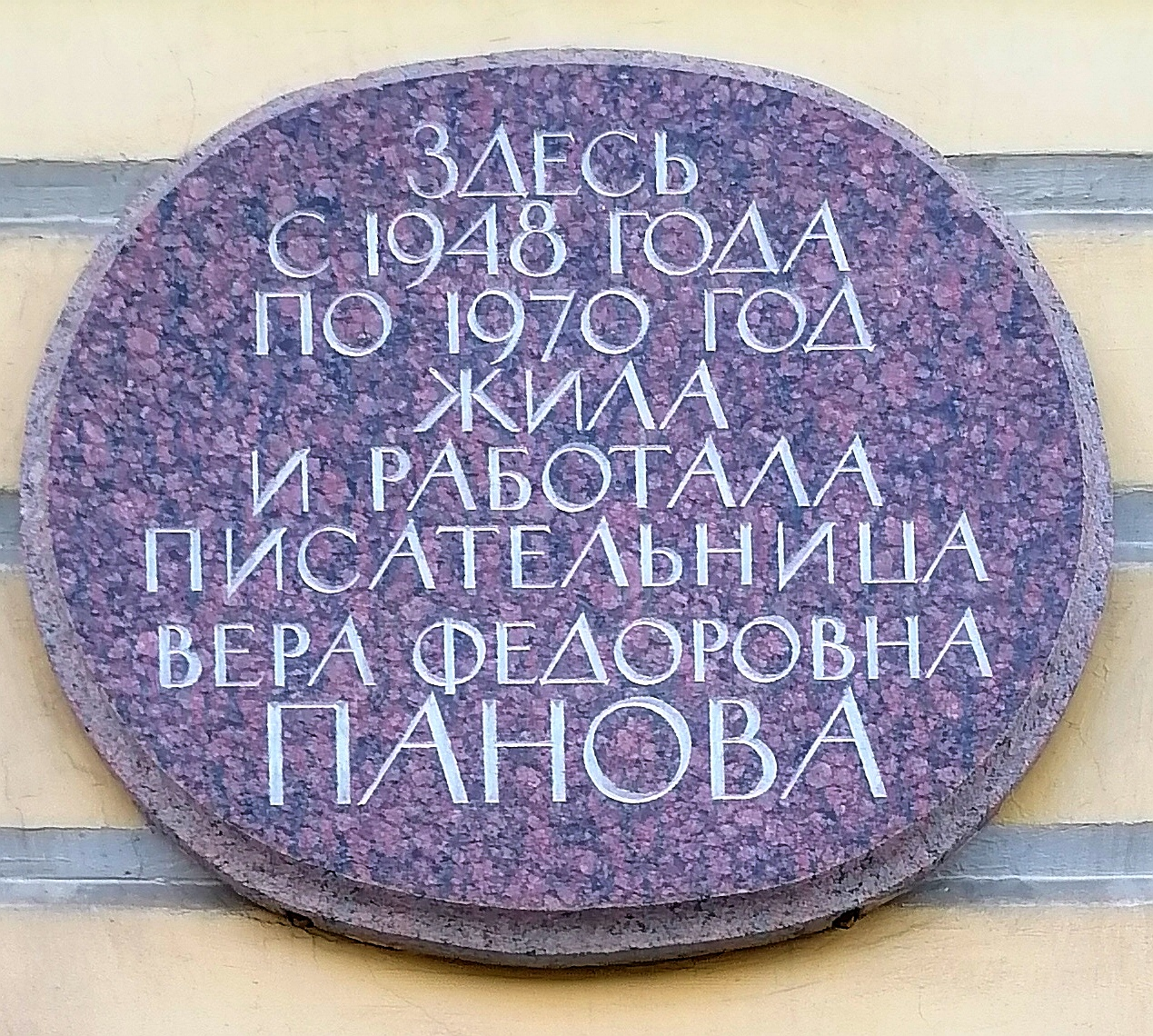
Placă comemorativă în memoria Verei Panova la Sankt Petersburg.

- Tovarăși de drum (roman), Editura Cartea Rusă, București, 1948, traducere de Otilia Cazimir, prefață de N. Moraru; ed. a II-a, Ed. Cartea Rusă, 1949
- Crujiliha (roman), Editura Cartea Rusă, București, 1949, traducere de Oscar Lemnaru și M. Baras, prefață de Petre Solomon
- Malul însorit (roman), Editura Cartea Rusă, București, 1950
- Anotimpuri: din cronicile orașului (roman), Editura Cartea Rusă, București, 1955, traducere de N. Alexandrescu
- Serioja: câteva întâmplări din viața unui băiețaș (roman), ESPLA, București, 1956, traducere de Emma Beniuc
- Roman sentimental (roman), Editura pentru Literatură Universală, București, 1962, traducere de Alina Mirea și Nicolae Stoenescu

## Legături externe
- ru  Articolul Vera Panova din Enciclopedia „Krugosvet”
- ru  Lucrările Verei Panova
- Vera Panova la Internet Movie Database